# Giant's Causeway
Giant's Causeway (česky Obrův chodník, či Obrovy schody, irsky Clochán an Aifir nebo Clochán na bhFómharach) je zvláštní geologický útvar v Severním Irsku, který se řadí mezi kamenné varhany vzniklé díky sloupcovité odlučnosti bazaltů. V oblasti se nachází okolo 40 000 sloupců čediče, které vznikly jako výsledek dávné sopečné erupce. Nachází se v hrabství Antrim v Severním Irsku přibližně tři kilometry od města Bushmills. Tento přírodní úkaz byl v roce 1986 zařazen na Seznam světového dědictví v Evropě a o rok později byl prohlášen národní přírodní rezervací. Sloupce čediče vytváří přirozené útesy vedoucí do moře, kde pokračují i pod jeho hladinou. Většina těchto sloupců je šestistěnná, ale dají se mezi nimi pozorovat i kusy, které mají čtyři, pět, sedm i osm stěn. Nejvyšší odkrytý sloupec měří 12 metrů a lávový příkrov zde dosahuje mocnosti 28 metrů.
Giant's Causeway patří pod správu National Trust for Places of Historic Interest or Natural Beauty a řadí se mezi turisticky nejpopulárnější přírodní památky Severního Irska. Památka je přístupná po asfaltové silnici, která vede až k ní, v poslední části je ale vyhrazena jen pro speciální autobus. Nejvhodnější je zaparkovat u návštěvnického centra (za poplatek) a vydat se k Giant's Causeway pěšky nebo zmíněným autobusem.

## Historie

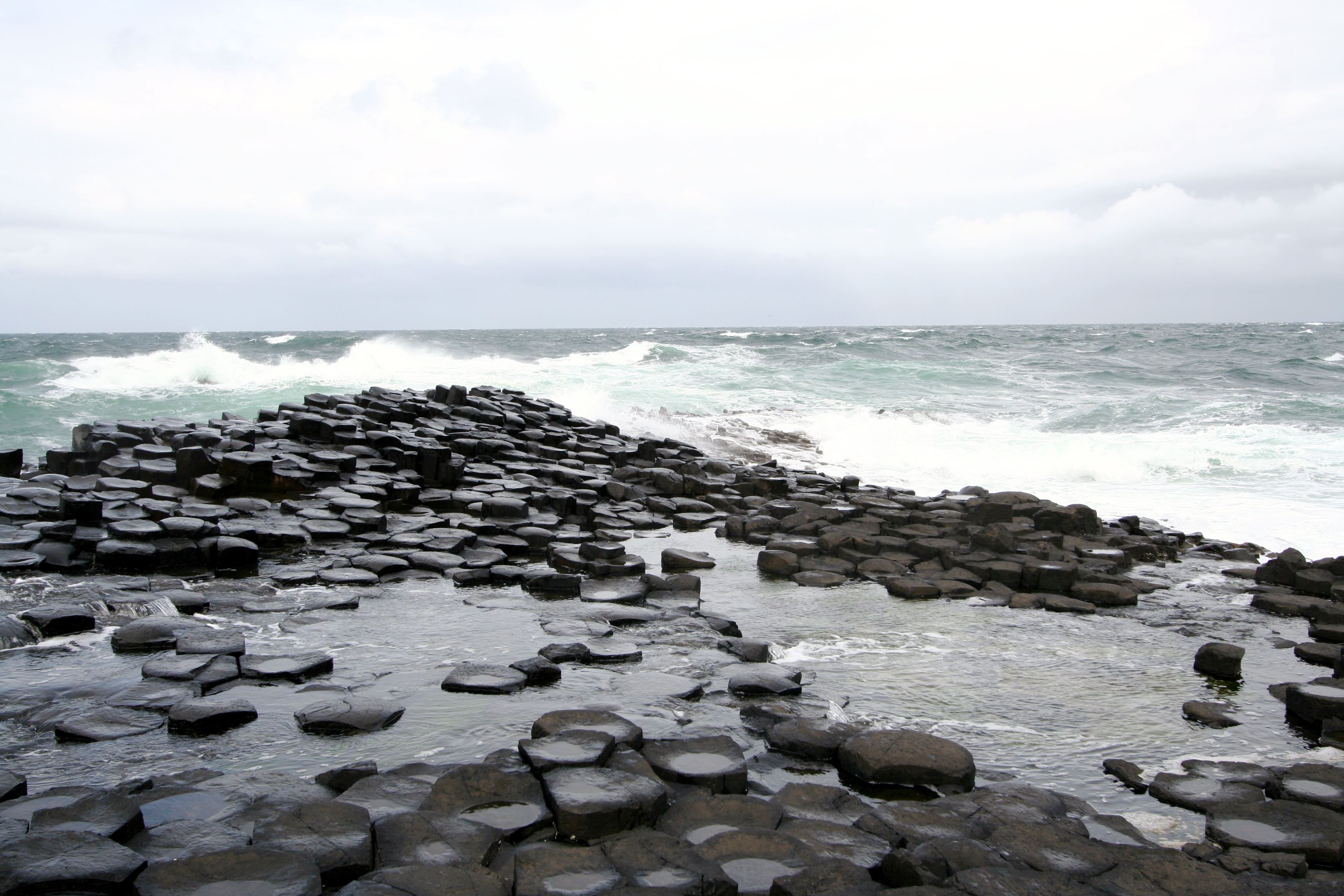
Vrcholky sloupců s rozbouřeným mořem v pozadí

Přibližně před 50 až 60 milióny let během období paleogénu došlo v oblasti Antrimu k intenzivní sopečné činnosti z velké praskliny, kdy vysoce pohyblivý roztavený bazalt intrudoval do vrstvy křídy, čímž vytvořil mocné lávové plató. Z pozorování je patrné, že v oblasti došlo ke trojici výlevů bazaltů formující spodní, střední a svrchní vrstvu bazaltů. Následně po erupci prostřední vrstvy došlo k rychlému ochlazení lávy, což vedlo ke kontrakcím. Zatímco kontrakce ve vertikálním směru zmenšily mocnost lávového proudu, horizontální kontrakce se mohly shromažďovat pouze pomocí prasklin skrze proud. Velikost sloupců je primárně definována rychlostí, jakou láva chladla po sopečné erupci. Síť extenzivních prasklin vytvořila vzhled, který je dnes v lokalitě pozorovatelný jako odlučnost bazaltů. Vzniklý bazalt byl původně součástí sopečného plató nazývaného Thulean Plateau.

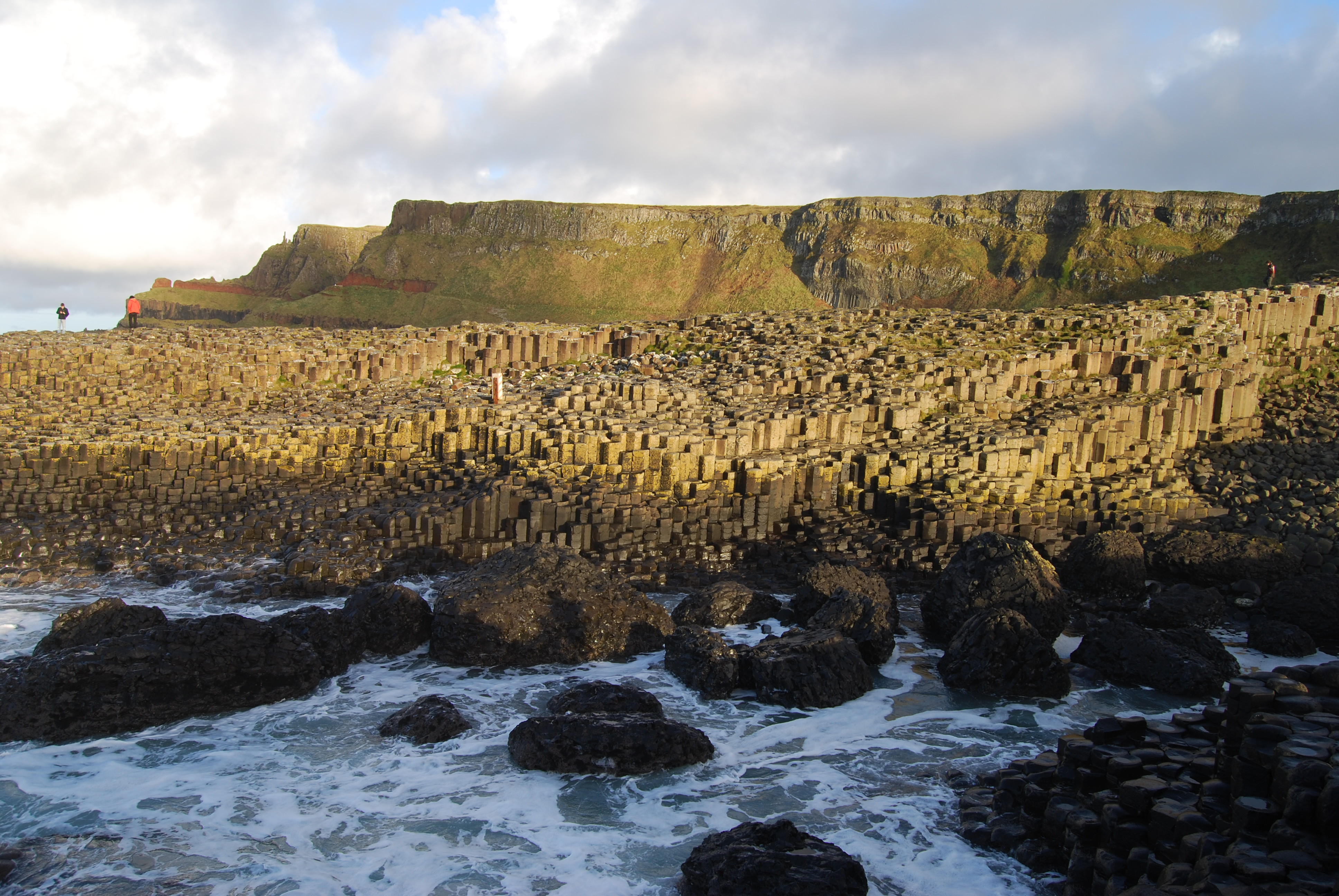
Lávový proud se táhne směrem do moře, kde dále pokračuje

Po vzniku sloupců se ujala hlavní role v jejich formování eroze spojená nyní s mořem. Díky tomu mají některé sloupce různorodé tvary a připomínají například obrovu botu (Giant's Boot), další jsou známé jako Obrovy oči (Giant's Eyes), což jsou vlastně červené oblázky zvětralého sloupce čediče.

## Legenda o vzniku
Dle legendy postavil chodník irský bojovník Fionn mac Cumhaill (Finn McCool), aby mohl přejít do Skotska bojovat se svým skotským protějškem Benandonnerem. Jedna verze legendy praví, že Fionn do Skotska nedorazil, protože usnul. Když Fionn stále nepřicházel, rozhodl se mnohem větší Benandonner, že se za ním do Irska vypraví. Oonagh, Fionnova manželka, chtěla svého muže zachránit a vymyslela proto lest. Přehodila přes Fionna přikrývku, a předstírala, že jde o jejich malého syna. Podle druhé verze Fionn do Skotska dorazil, ale když Benandonnera uviděl, zalekl se jeho velikosti a utekl zpět. Jelikož věděl, že Benandonner si pro něj půjde, poprosil svou manželku, aby ho přestrojila za malé dítě a předstírala, že je jejich syn. Obě verze pak vyprávějí o tom, jak se Benandonner při pohledu na takto obrovské „dítě“ vyděsil, jelikož si uvědomil, že pokud dítě je takto veliké, pak jeho otec musí být opravdu obrovský; utekl pak v hrůze zpět do Skotska a cestou zničil chodník, aby ho nemohl Fionn pronásledovat. Další z verzí zase tvrdí, že Oonagh se rozhodla pro jinou lest. Pomalovala jeden kámen tak, aby vypadal jako steak. Ten pak dala Benandonnerovi a svému dítěti (Fionnovi) pak podala pravý kousek masa. Benandonner netušil, že on má v rukou kámen a při pohledu na dítě, které bez potíží pojídalo svůj příděl, dostal strach, co že tady žije za monstrum, když pouhé dítě se živí něčím, co on, největší obr Skotska, nedokáže ani ukousnout. Strachy utekl a chodník za sebou zničil.

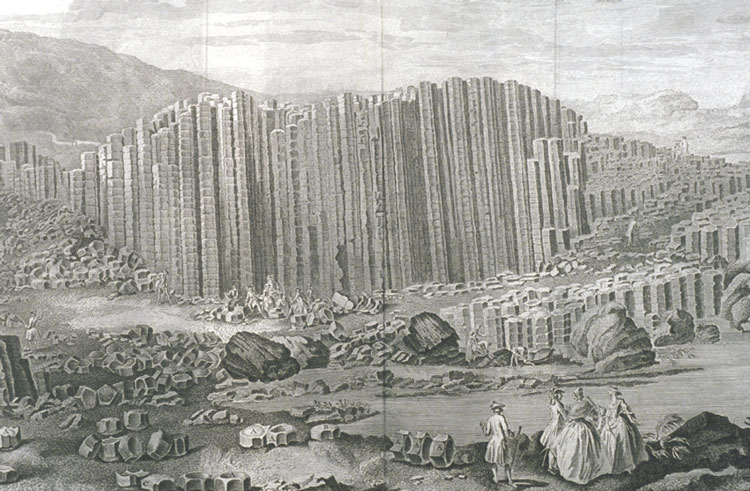
Rytina podle obrazu od Susanny Drury East Prospect

Legenda je založena na skutečnosti, že se podobná geologická formace hexagonálních sloupců bazaltů nachází i na pobřeží Skotska u Fingal's Cave na ostrově Staffa. To je důsledek skutečnosti, že se jde o stejný lávový proud vzniklý ve stejné době.

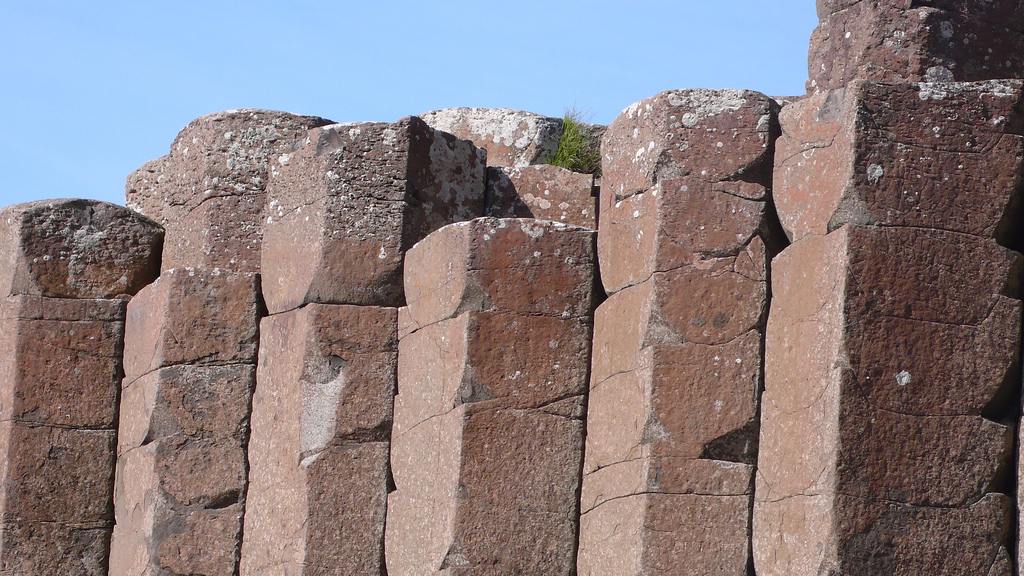
Červené čedičové hranoly

## Turismus
Svět se o objevení Giants´s Causeway dozvěděl v roce 1693 díky pojednání, které o tomto úkazu prezentoval Královské společnosti Sir Richard Bulkeley, člen Trinity College v Dublinu. Ve skutečnosti by však objevení tohoto přírodního úkazu mělo být připisováno biskupovi z Derry, který místo navštívil rok před Sirem Bulkeleym. Místo získalo mezinárodní věhlas po tom, co si jej v roce 1739 vybrala dublinská malířka Susanna Drury jako námět pro sérii akvarelů. Díky nim vyhrála první místo v soutěži vyhlášené Royal Dublin Society v roce 1740. V roce 1743 byly tyto malby přenesy i do rytin. V roce 1765 inspirovaly tyto rytiny zařazení hesla Giant´s Causeway do 12. dílu francouzské encyklopedie Encyclopédie. Rytina East Prospect se pak objevila v obrazové příloze k této encyklopedii v roce 1768. Francouzský geolog Nicolas Desmares v popisku k tomuto obrázku jako vůbec první naznačil, že by úkaz mohl být sopečného původu.

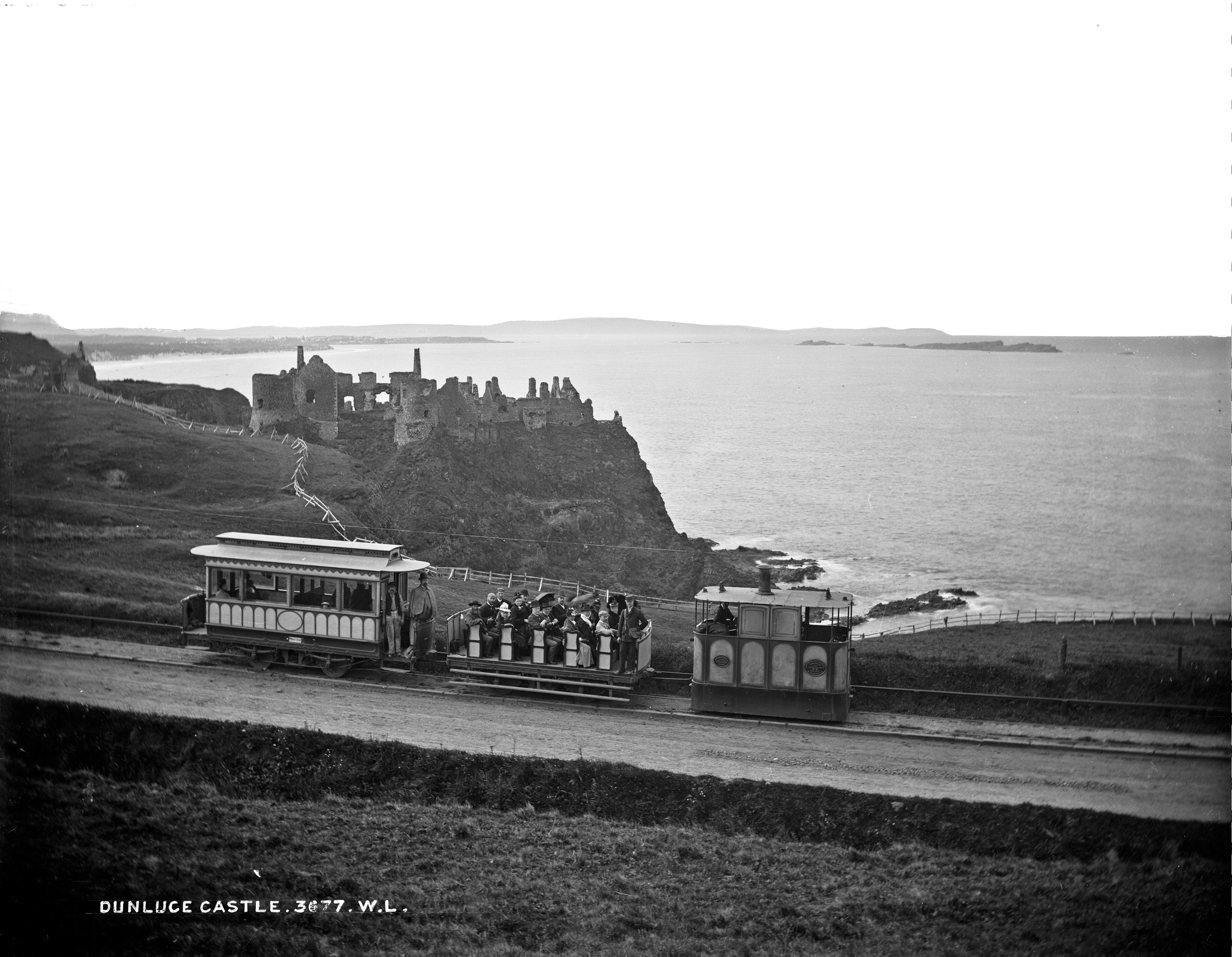
Dobová fotografie ukazuje Giant's Causeway Tramway u zříceniny hradu Dunluce poblíž Giant's Causeway

Lokalita získala průběhu 19. století velkou oblibu mezi turisty, k čemuž významně přispělo otevření Giant's Causeway Tramway. V roce 1897 proběhla soudní pře o to, jestli má být vstup do oblasti lokality zpoplatněn či nikoliv. Soud rozhodl, že přístupová cesta k památce je veřejná a toto rozhodnutí rozšířil i na přilehlý čedičový chodník. Společnost, která Giants´s Causeway pak dostala pod svou správu, však přesto začala později vybírat vstupné. To se platilo až do 60. let 20. století, kdy lokalitu převzala pod svou správu nestátní nezisková organizace National Trust. Nyní je vstup opět zdarma. Čedičové sloupy se nacházejí na okraji moře, přibližně osm set metrů od parkoviště a je možné se po nich volně procházet.

### Návštěvnické centrum
Tato přírodní památka byla od roku 2000, kdy shořela předchozí budova, bez stálého návštěvnického centra. Projektový návrh nové budovy, která co nejméně zasahuje do rázu okolní krajiny, získal v roce 2007 předběžný souhlas z Ministerstva pro životní prostředí i od Arlene Foster, členky DUP. Po menších neshodách mezi soukromým developerem Seymourem Sweeneym a DUP , které na určitou dobu zastavily pokračování projektu, byla budova dokončena v roce 2012.

## Flóra a fauna
V okolí lokality rozkládající se na 0,7 km2 hnízdí buřňáci, mořští kormoráni, alky malé a další.